# منوچهر صانعی دره‌بیدی
منوچهر صانعی دره‌بیدی (متولد ۱۳۲۵ در دره‌بید شهرستان فریدن) پژوهشگر فلسفه ایرانی و استاد بازنشسته گروه فلسفه دانشگاه شهید بهشتی است. او از مترجمان کتاب دانشنامه زیبایی‌شناسی است که برنده جایزه کتاب سال شد.

## آثار
- نبرد خرد: عناصر اخلاقی دو کشور ایران و یونان، منوچهر صانعی دره‌بیدی، ناشر: هرمس
- تشکل جهان تاریخی در علوم انسانی، ویلهلم دیلتای، منوچهر صانعی دره‌بیدی (مترجم)، ناشر: ققنوس
- مقدمه بر علوم انسانی، ویلهلم دیلتای، منوچهر صانعی دره‌بیدی (مترجم)، ناشر: ققنوس
- مابعدالطبیعه اخلاق: مبانی مابعدالطبیعی تعلیم فضیلت (فلسفه فضیلت)، ایمانوئل کانت، منوچهر صانعی دره‌بیدی (مترجم)، ناشر: نقش و نگار
- درس‌های فلسفه اخلاق، ایمانوئل کانت، منوچهر صانعی دره‌بیدی (مترجم)، ناشر: نقش و نگار
- دین در محدوده عقل تنها، ایمانوئل کانت، منوچهر صانعی دره‌بیدی (مترجم)، ناشر: نقش و نگار
- فلسفه حقوق، ایمانوئل کانت، منوچهر صانعی دره‌بیدی (مترجم)، ناشر: نقش و نگار
- رشد عقل: ترجمه و شرح مقالهٔ کانت با عنوان «معنای تاریخ کلی در غایت جهان وطنی»، منوچهر صانعی دره‌بیدی، ناشر: نقش و نگار
- فرهنگ فلسفی، جمیل صلیبا، منوچهر صانعی دره‌بیدی (مترجم)، ناشر: حکمت
- جایگاه انسان در اندیشه کانت، منوچهر صانعی دره‌بیدی، ناشر: ققنوس
- الجوهر النضید: شرح بخش منطق «تجرید» خواجه نصیرالدین طوسی، محمد بن محمد نصیرالدین طوسی، حسن بن یوسف علامه حلی (شارح)، منوچهر صانعی دره‌بیدی (مترجم)، ناشر: حکمت
- مبانی اندیشه‌های فلسفی (فلسفه عمومی)، منوچهر صانعی دره‌بیدی، ناشر: امیرکبیر
- فلسفه لایبنیتس، منوچهر صانعی دره‌بیدی، ناشر: ققنوس
- فلسفه اخلاق و مبانی رفتار، منوچهر صانعی دره‌بیدی، ناشر: سروش
- فلسفه دکارت، منوچهر صانعی دره‌بیدی (ترجمه و تألیف)، ناشر: بین‌المللی الهدی
- پیام نیچه، منوچهر صانعی دره‌بیدی، ناشر: نقش و نگار، مؤسسه انتشارات فلسفه
- دانشنامه زیبایی‌شناسی، بریس گات، دومینیک لوپس، گروه مترجمان، تهران: فرهنگستان هنر